# فرد دوف
فرد دوف (بالإنجليزية: Fred Dove)‏ هو مالك فريق ناسكار ‏ أمريكي، ولد في 7 سبتمبر 1927، وتوفي في 5 يناير 1990.